# Недокоснат от човешки ръце
Недокоснат от човешки ръце (на английски: Untouched by Human Hands) е сборник с кратки истории от американския писател Робърт Шекли. Първото американско издание на книгата е през 1954 година от „Ballantine Books“. В нея са включени 13 разказа, които са публикувани преди това в различни периодични издания.
През 1965 година, разказът „Седмата жертва“ (Seventh Victim) е адаптиран и заснет от италианския режисьор Елио Петри със заглавие – „Десетата жертва“ (на английски: The 10th Victim; на италиански: La decima vittima). Във филма участват европейските филмови звезди Марчело Мастрояни и Урсула Андрес.
Първото издание на сборника на български език е през 1983 година от „Издателство Георги Бакалов“ в поредицата „Библиотека Галактика“. Книгата е издадена със заглавието Недокоснат от човешки ръце, като от оригиналната подборка са включени само пет разказа. Добавени са седем истории от сборника „Клопка за хора“ (1968) и четири разказа от сборника „Поклонение до Земята“ (1957).

### Американско издание
1. The Monsters (F&SF 1953/3)
2. Cost of Living (Galaxy 1952/12)
3. The Altar (Fantastic 1953/7&8)
4. Keep Your Shape (Galaxy 1953/11; also known as Shape)
5. The Impacted Man (Astounding 1952/12)
6. Untouched by Human Hands (Galaxy 1953/12; also known as "One Man's Poison")
7. "The King's Wishes" (F&SF 1953/7)
8. Warm (Galaxy 1953/6)
9. The Demons (Fantasy Magazine 1953/3)
10. Specialist (Galaxy 1953/5)
11. Seventh Victim (Galaxy 1953/4)
12. Ritual (Climax 1953; also known as Strange Ritual)
13. Beside Still Waters (Amazing 1953/10&11)

### Първо българско издание
1. „Цената на живота“ (от оригиналния сборник)
2. „Травмираният“ (от оригиналния сборник)
3. „Недокоснат от човешки ръце“ (от оригиналния сборник)
4. „Специалистът“ (от оригиналния сборник)
5. „Седмата жертва“ (от оригиналния сборник)
6. „Клопка за хора“ (от сборника „Клопка за хора“ (1968)
7. „Жертвата от космоса“ (от сборника „Клопка за хора“ (1968)
8. „Мирисът на мисълта“ (от сборника „Клопка за хора“ (1968)
9. „Доказателството“ (от сборника „Клопка за хора“ (1968)
10. „Лаксианският ключ“ (от сборника „Клопка за хора“ (1968)
11. „Последното оръжие“ (от сборника „Клопка за хора“ (1968)
12. „Дипломатически имунитет“ (от сборника „Поклонение до Земята“ (1968)
13. „Служба „Премахване““ (от сборника „Поклонение до Земята“ (1957)
14. „Нощен страх“ (от сборника „Поклонение до Земята“ (1957)
15. „Защита“ (от сборника „Поклонение до Земята“ (1957)
16. „Земя-въздух-вода-огън“ (от сборника „Поклонение до Земята“ (1957)